# ویلما اسپین
ویلما لوسیا اسپین گیلوا (به اسپانیایی: Vilma Lucila Espín Guillois) (زاده ۷ آوریل ۱۹۳۰ - درگذشته ۱۸ ژوئن ۲۰۰۷) انقلابی و فمینیست کوبایی بود. اسپین مهندس شیمی بود. وی با رائول کاسترو رئیس‌جمهور سابق کوبا ازدواج کرد که خود برادر رئیس‌جمهور پیشین کوبا، فیدل کاسترو بود. از ویلما اسپین غالباً به عنوان «بانوی نخست کوبا» یاد می‌شد.
او در تأمین و برگزاری جنبش ۶ ژوئیه به عنوان یک جاسوس مخفی کمک کرد و از بدو انقلاب تا زمان مرگ در بسیاری قسمت‌های دولت کوبا نقش فعال داشت.
به‌عنوان یک فمینیست سرسخت اسپین فدراسیون زنان کوبا را تأسیس کرد و به ترغیب حقوق مساوی برای زنان درهمه پهنه‌ها پرداخت.

## زندگی خصوصی
ویلما اسپین چهار فرزند به نام‌های دبورا، ماریلا، نیلسا و آلخاندرو داشت که از این میان دبورا با لوئیس آلبرتو رودریگوئز لوپز-کالخا ازدواج نمود. وی همچنین هفت نوه داشت. دختر وی، ماریلا کاسترو رئیس مرکز ملی آموزش‌های جنسی کوبا است و پسر وی، آلخاندرو کاسترو اسپین با درجه سرهنگی در وزارت کشور کار می‌کند.

## نقش اسپین در انقلاب کوبا

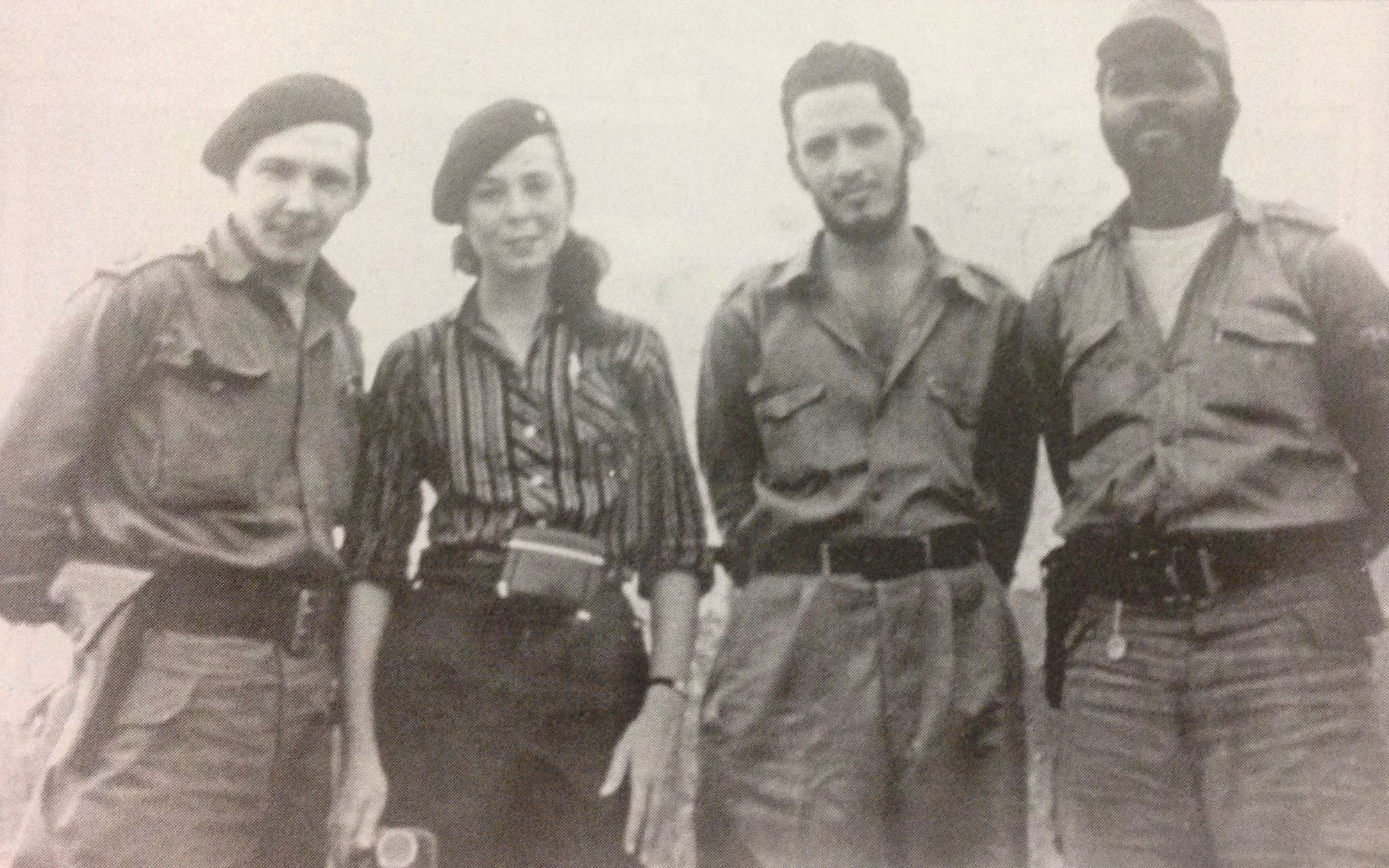
رائول کاسترو، ویلما اسپین، خورخه ریسکت و خوزه کاسه (۱۹۵۸)

ویلما اسپین دختر یک زوج اهل سانتیاگو د کوبا، به نام‌های خوزه اسپین و مارگاریتا گیلوا بود. پدرش وکیل و از خانواده باکاردی بود. او چهار برادر و خواهر به نام‌های نیلسا، ایوان، سونیا و خوزه داشت. اسپین در دانشگاه اورینته در شهر سانتیاگو در کوبا تحصیلات مهندسی شیمی را گذراند. او یکی از اولین زنان کوبایی بود که در این رشته تحصیل می‌کرد. در سال ۱۹۵۰ پیش از آنکه رهبر انقلابی، فرانک پایز را در هاوانا ملاقات کند، در دانشگاه ام آی تی در کمبریج ماساچوست مشغول تحصیل در رشته مهندسی شیمی بود. اما ملاقات وی با پایز، اسپین را به سمتی جهت داد که در نهایت وی را به رهبر جنبش انقلابی در استان شرقی تبدیل کرد. در پایان تحصیلاتش در آمریکا در راه بازگشت به کوبا در مکزیک به جنبش ۲۶ ژوئیه پیوست.
اسپین به مثابه پیام‌آوری مابین این جنبش و جنبش ۲۶ ژوئیه فیدل کاسترو عمل کرد که برای حملات آتی به مکزیک تغییر مکان داده بود. اسپین در مکزیکو با رائول کاسترو ملاقات کرد. وی پس از آنکه جنبش ۲۶ ژوئیه با قایق گرانما به کوبا بازگشت، در کوهستان سیرا مائسترا یاور انقلابیون بود. وی در ژانویه ۱۹۵۹ با رائول کاسترو ازدواج کرد.
تسلط وی به دو زبان اسپانیایی و انگلیسی به او امکان ارائه جنبش کوبا در سطح جهانی داد. در سال ۱۹۵۷، پاپین بوش، یک مدیر در شرکت باکاردی ـ که اسپین قبلاً آنجا کار می کردـ ملاقاتی بین ژنرال لایمن کرک پاتریک از سیا و نمایندگانی از جنبش ۲۶ ژوئیه را ترتیب داد. او همچنین، در سال ،۱۹۵۷ به عنوان مترجم در مصاحبه هربرت ماتیوز، خبرنگار نیویورک تایمز و فیدل کاسترو عمل کرد. این فعالیت وی استفاده‌ای دوگانه داشت. هم اخبار انقلاب را می‌رساند و هم به مردم کوبا و جامعه بین‌الملل می‌رساند که ادعای باتیستا مبنی بر مرگ کاسترو دروغ است.

## نقش در فدراسیون زنان کوبا

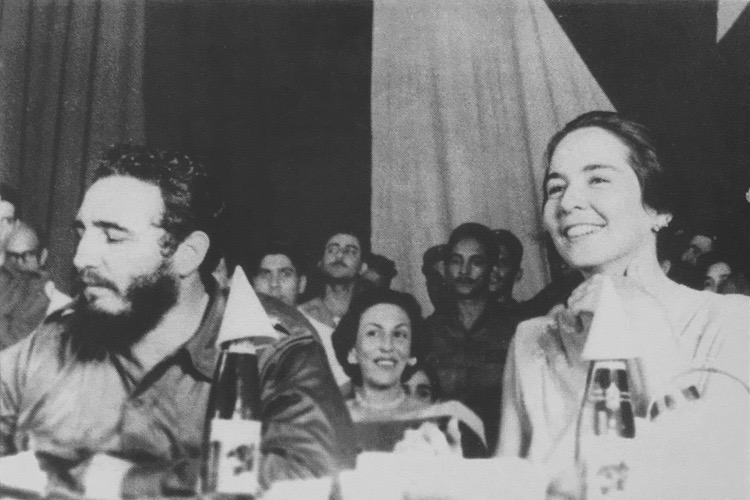
اسپین و فیدل کاسترو در مراسم تاسیس فدراسیون زنان کوبا

ویلما اسپین حامی صریح برابری جنسیتی در کوبا بود. فعالیت وی در انقلاب به تغییر نقش زنان در کوبا کمک کرد و در سال ۱۹۶۰ اسپین رئیس فدراسیون زنان کوبا شد و تا زمان مرگش در سال ۲۰۰۷ در این مقام باقی ماند. اهداف اصلی این فدراسیون، آموزش زنان، دادن مهارت‌های لازم به آنها برای دستیابی به مشاغل سودمند؛ و مهمتر از همه ترغیب آنها به مشارکت در سیاست و حمایت از دولت انقلابی بود. در ۱۹۶۰ کمی قبل از حمله خلیج خوک‌ها، هنگامی که کارخانه‌های قند و مزارع نیشکر در سراسر کوبا مورد حمله قرار گرفتند، فدراسیون زنان کوبا برای بسیج زنان در مقابل ضدانقلاب، تیپ‌های واکنش پزشکی اضطراری را ایجاد کرد. دولت و فدراسیون زنان را ترغیب به پیوستن به نیروی کار کردند و تا آنجا پیش رفتند که در سال ۱۹۷۵ قانون خانواده کوبایی تصویب شد، قانونی که به موجب آن مردان می‌باید به نگهداری از خانه و نگهداری از کودک کمک کنند تا فشار کار روی مادران شاغل سبک شود.

## نقش اسپین در دولت کوبا

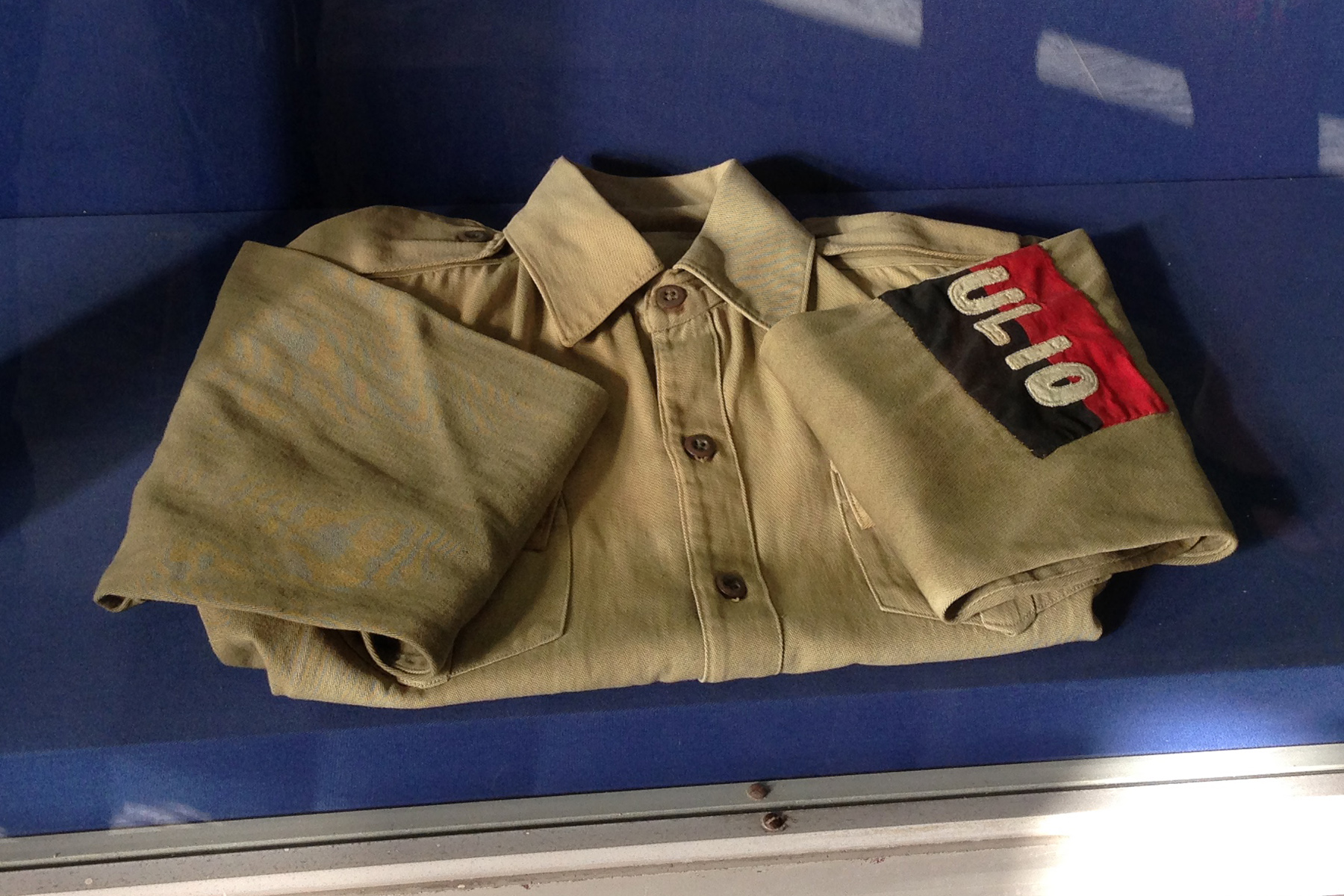

اسپین از زمان تأسیس فدراسیون زنان کوبا در سال ۱۹۶۰ تا پایان عمرش رئیس آن بود. این فدراسیون سازمانی غیردولتی بود که ادعا می‌شد سه و نیم میلیون زن کوبایی در آن عضویت دارند و به عنوان سازمان مردم‌نهاد نیمه خودمختار و سازمان مردم‌نهاد دولت سازمان به رسمیت شناخته شده بود. اسپین علاوه بر این از ۱۹۸۰ تا ۱۹۹۱ عضو شورای حکومتی کوبا و همچنین عضو کمیته مرکزی و دایره سیاسی حزب کمونیست کوبا بود. اسپین رئیس نمایندگی کوبا در نخستین کنگره زنان و کودکان آمریکای لاتین در سپتامبر ۱۹۵۹ در شیلی بود. وی همچنین رئیس نمایندگان کوبا در کنفرانس زنان در مکزیک، کپنهاگ، نایروبی و پکن بود.
اسپین از سال ۱۹۶۵ تا ۱۹۸۹ به‌عنوان عضو کمیته مرکزی حزب کمونیست کوبا خدمت کرد وی همچنین نقش‌های بسیاری در دولت کوبا داشت، از جمله رئیس کمیسیون پیشگیری اجتماعی از سال ۱۹۶۷ تا ۱۹۷۱مدیر توسعه صنعتی وزارت غذا در سال ۱۹۶۹، رئیس مؤسسه مراقبت از کودک در ۱۹۷۱ و عضو شورای ایالتی کوبا در ۱۸۷۶. علاوه بر نقش‌های خود در کوبا، اسپین به عنوان نماینده کوبا در مجمع عمومی سازمان ملل نیز فعالیت داشت.
اسپین ۴۵ سال نقش بانوی اول کوبا را به عهده داشت. وی در سال ۲۰۰۶ وقتی شوهرش، رائول کاسترو، به ریاست جمهوری رسید رسماً بانوی اول شد.
اسپن در سپتامبر سال ۱۹۵۹ رئیس هیئت کوبا در کنگره فدراسیون بین‌المللی زنان دموکراسی در شیلی بود. وی همچنین سرپرستی هیئت‌های کوبا را به کنفرانس‌های بعدی در مورد زنان، و قدردانی از آنها به عنوان «ارزشمند برای زنان در کشورهای در حال توسعه» دانست.

## نقش «بانوی اول»
در واقع، کوبا پس از سال ۱۹۵۹ هرگز رسماً بانوی اول نداشت. ویلما اسپین به‌طور رسمی در چندین کنفرانس جهانی مربوط به زنان به نمایندگی از دولت کوبا بود، اما او هرگز به‌طور رسمی بانوی اول نبوده است، و زمانی از او به این نام یاد نشده است شوهرش رائول کاسترو به عنوان معاون اول رئیس شوراهای ایالتی و وزیران تصدی کرد، در ۳۱ ژوئیه ۲۰۰۶ رهبری ملت در برابر بیماری ناگهانی فیدل کاسترو، بالاترین رئیس‌جمهور کوبا قرار گرفت. در ساختارهای دولت کوبا این موقعیت از سال ۱۹۵۹ تاکنون وجود نداشته است.

## خانواده
اسپین با رائول کاسترو، دبیر اول فعلی حزب کمونیست کوبا ازدواج کرده بود، که برادر دبیر اول سابق فیدل کاسترو است. مراسم ازدواج آن‌ها در سال ۱۹۵۹ برگزار شد، این تنها چند هفته پس از  آن بود که جنبش ۲۶ ژوئیه با موفقیت دیکتاتور فولگنسیو باتیستا را سرنگون کرد.
او چهار فرزند داشت (دبورا ، ماریلا ، نیلسا و آلخاندرو کاسترو اسپین). دخترش، ماریلا کاسترو، در حال حاضر رئیس مرکز ملی کوبا برای آموزش جنسی است، و پسرش، الخاندرو کاسترو اسپین، یک سرهنگ در وزارت کشور است.

## مرگ

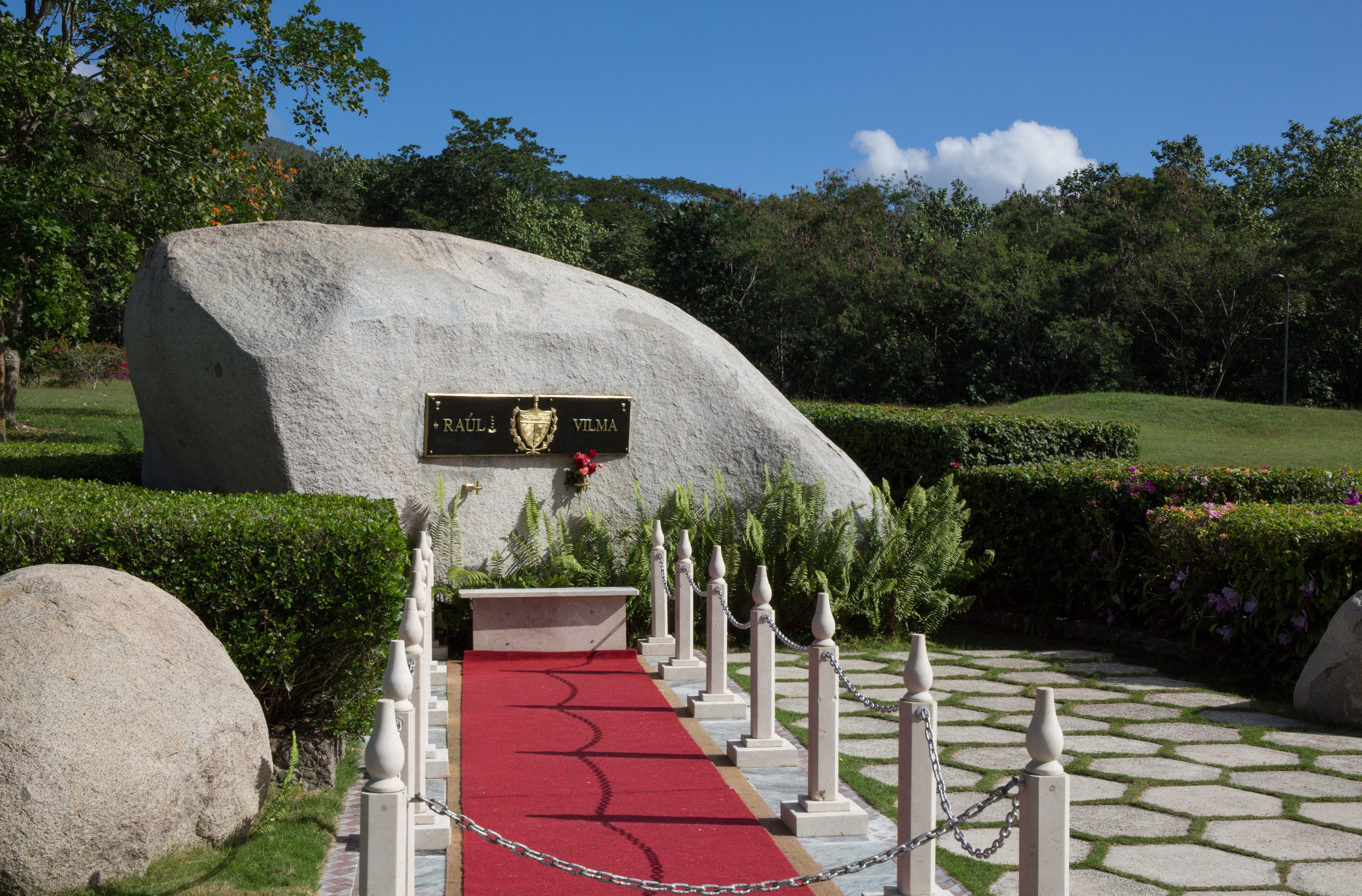
آرامگاه ویلما اسپین

ویلما اسپین در ساعت ۴:۱۴ بعدازظهر روز ۱۸ ژوئن ۲۰۰۷ به دنبال یک بیماری طولانی درگذشت. از ساعت ۸ بعدازظهر همان روز تا ساعت ۱۰ بعدازظهر روز بعد عزای عمومی اعلام شد. پیکر وی سوزانده شد و بقایای آن در آرامگاه «جبهه دوم فرانک پایز» دفن شد.
یک مراسم تشییع جنازه در تئاتر کارل مارکس در هاوانا یک روز پس از مرگ وی برگزار شد و دولت کوبا بیانیه‌ای را منتشر کرد که از او به عنوان یکی از مهمترین مبارزان برای رهایی زنان در کشور و جهان تمجید می‌کند. جسد او سوزانده شد و خاکسترش در آرامگاه فرانک پایز نگهداری می‌شود.